# GP Industria & Artigianato-Larciano 2021
De 43e editie van de wielerwedstrijd GP Industria & Artigianato werd gehouden op 7 maart 2021. De start en finish waren in Larciano. De wedstrijd maakte deel uit van de UCI ProSeries, in de categorie 1.Pro. In 2019 won de Duitser Maximilian Schachmann. Deze editie werd gewonnen door de Belg Mauri Vansevenant.

## Deelnemende ploegen
| WorldTour                          | ProContinentaal             | Continentaal                       | Nationale selectie |
| ---------------------------------- | --------------------------- | ---------------------------------- | ------------------ |
| Astana-Premier Tech                | Androni Giocattoli-Sidermec | Beltrami TSA - Tre Colli           | Italië             |
| Bahrain-Victorious                 | Bardiani-CSF-Faizanè        | General Store Essegibi F.lli Curia |                    |
| BORA-hansgrohe                     | Caja Rural-Seguros RGA      | Mg.k Vis VPM                       |                    |
| Deceuninck–Quick-Step              | DELKO                       | Team Colpack Ballan                |                    |
| INEOS Grenadiers                   | EOLO-Kometa                 | Work Service-Marchiol-Vega         |                    |
| Intermarché-Wanty-Gobert Matériaux | Euskaltel-Euskadi           |                                    |                    |
| Movistar Team                      | Gazprom-RusVelo             |                                    |                    |
| Team BikeExchange                  | Team Arkéa-Samsic           |                                    |                    |
| Trek-Segafredo                     | Team Novo Nordisk           |                                    |                    |
|                                    | Vini Zabù                   |                                    |                    |

## Uitslag
| GP Industria & Artigianato 2021 |                    |                       |          |
| Plaats                          | Naam               | Ploeg                 | Tijd     |
| Winnaar                         | Mauri Vansevenant  | Deceuninck–Quick-Step | 4u26'26" |
| 2                               | Bauke Mollema      | Trek-Segafredo        | z.t.     |
| 3                               | Mikel Landa        | Bahrain-Victorious    | z.t.     |
| 4                               | Nairo Quintana     | Team Arkéa-Samsic     | z.t.     |
| 5                               | Ide Schelling      | BORA-hansgrohe        | + 3"     |
| 6                               | Gianluca Brambilla | Trek-Segafredo        | + 4"     |
| 7                               | Carlos Rodriguez   | INEOS Grenadiers      | + 11"    |
| 8                               | Alejandro Valverde | Movistar Team         | + 16"    |
| 9                               | Eddie Dunbar       | INEOS Grenadiers      | z.t.     |
| 10                              | Vincenzo Nibali    | Trek-Segafredo        | z.t.     |

2012 · 2013 · 2014 · 2015 · 2016 · 2017 · 2018 · 2019 . 2020 · 2021 · 2022 · 2023 · 2024